# Claire Borotra
 (juin 2017).
Si vous disposez d'ouvrages ou d'articles de référence ou si vous connaissez des sites web de qualité traitant du thème abordé ici, merci de compléter l'article en donnant les références utiles à sa vérifiabilité et en les liant à la section « Notes et références ».
Pour les articles homonymes, voir Borotra.
Claire Borotra, née le 25 septembre 1973 à Boulogne-Billancourt (Hauts-de-Seine), est une actrice, scénariste, adaptatrice et dialoguiste de séries et productrice française.
Dès huit ans, Claire, passionnée de danse, rejoint la troupe des Petits Rats à l’opéra de Versailles. Jusqu’à 12 ans, elle est formée à la danse classique à la prestigieuse école de l’Opéra de Paris. Après un passage au Conservatoire de Versailles, elle joue dans son premier téléfilm, Honorin et l’enfant prodigue (1993), aux côtés de Franck Dubosc. Dès lors, Claire décide de faire de la comédie son métier.
Elle a été révélée auprès du grand public par la saga de l'été de 2003 sur TF1 Le Bleu de l'océan, où elle incarnait l'héroïne, Talia Vargas.

## Biographie
Claire Borotra est la fille de Franck Borotra, la nièce de Didier Borotra et la petite-nièce de Jean Borotra. De 9 à 12 ans, elle étudie la danse classique à l'école de danse de l'Opéra de Paris. Elle a fait des études de sciences économiques à Paris Dauphine.

### Vie privée
Elle a été en couple avec l'acteur Jérôme Anger avec qui elle a eu deux enfants : Alaïs, née en 2001, et Arthur, né en 2008.

## Filmographie

### Cinéma

#### Longs métrages
- 1997 : Messieurs les enfants de Pierre Boutron : Agnès
- 1998 : Lautrec de Roger Planchon : Hélène
- 2007 : Le Quatrième Morceau de la femme coupée en trois de Laure Marsac : La mère de Louise
- 2007 : Big City de Djamel Bensalah : La professeur
- 2019 : Place des victoires de Yoann Guillouzouic : Sandrine

#### Court métrage
- 2001 : Merci mademoiselle de Laurent Gérard et Charles Meurisse : La femme

### Télévision

#### Séries télévisées
- 1993 : Premiers Baisers : L'allemande
- 1995 : Julie Lescaut : Christine Delage
- 1996 : Sud lointain : Sylvie
- 1997 : Le Grand Batre : Marie
- 1999 : Les Cordier, juge et flic : Isabelle
- 1999 : Vérité oblige : Rachel Baldi
- 2003 : Le Bleu de l'océan : Talia Vargas
- 2009 : Vive les vacances ! : La pédiatre
- 2012 : Antigone 34 : Hélène de Soyère
- 2012 : Jeu de dames : Marie-Laurence Coman
- 2014 : Caïn : Mère abbesse
- 2015 : Le Mystère du lac : Patricia Mazaud
- 2016 - 2017 : La Vengeance aux yeux clairs : Pénélope Delisle
- 2018 : Crimes parfaits : Gabrielle (saison 1, épisodes 5 : Entre deux eaux et 6 : Haute tension)
- 2019 : Nina : Lise Chartain
- 2020 : Cassandre : Laure Simonet (saison 5, épisode 2 : Nature blessée)
- 2020 : Joséphine, ange gardien : Virginie Berko (saison 21, épisode 1 : Les perchés)
- 2021 : Alexandra Ehle : Mme Amblard (saison 2, épisode 3 : Le miracle)
- 2021 : Plan B : Lilly
- 2021 - en cours : Face à face : Justine Rameau
- 2022 : La Faute à Rousseau : Sophie
- 2022 : I3P : Sœur Adèle
- 2022 : Le Code : Elisabeth Saunier
- 2023 : Les Randonneuses : Valérie
- 2024 : R.I.P. Aimons-nous vivants ! : Carole
- 2025 : Joseph

#### Téléfilms
- 1993 : Honorin et l'Enfant prodigue de Jean Chapot : Margot
- 1995 : Une nana pas comme les autres d'Éric Civanyan : Edwige, la baby-sitter
- 1996 : Les Clients d'Avrenos de Philippe Venault : Lélia
- 2000 : Le Bois du Pardoux de Stéphane Kurc : Catherine
- 2000 : L'Institutrice d'Henri Helman : Jeanne
- 2001 : Une fille dans l'azur de Jean-Pierre Vergne : Léa
- 2001 : L'Ami Fritz de Jean-Louis Lorenzi : Suzel
- 2002 : Le Destin de Clarisse de Gilles Béhat : Clarisse
- 2005 : Alerte à Paris ! de Charlotte Brändström : Laurence Renoux
- 2005 : Bel Ami de Philippe Triboit : Clotilde de Marelle
- 2005 : Cyrano de Ménilmontant de Marc Angelo : Lucille
- 2005 : Colomba de Laurent Jaoui : Lydia
- 2005 : Huis clos de Jean-Louis Lorenzi : Inès
- 2006 : Les enfants, j'adore ! de Didier Albert : Estelle Constant
- 2006 : L'Enfant du secret de Serge Meynard : Comtesse de Solar
- 2006 : La Fille du chef de Sylvie Ayme : Anne Duroc
- 2006 : Les Zygs, le secret des disparus de Jacques Fansten : Anne Colin / Banne
- 2007 : Le Canapé rouge de Marc Angelo : Marie Leblanc
- 2009 : La Liste de Christian Faure : Florence Aramian
- 2010 : L'Ombre du Mont-Saint-Michel de Klaus Biedermann : Elisa Parreaux
- 2011 : Dix jours pour s'aimer de Christophe Douchand : Alice
- 2014 : Disparus de Thierry Binisti : Claire
- 2014 : Meurtres au Pays basque d'Éric Duret : Marie Daguerre
- 2014 : Un enfant en danger de Jérôme Cornuau : Christelle
- 2015 : Meurtres à Guérande d'Éric Duret : Marie Daguerre
- 2017 : Altitudes de Pierre-Antoine Hiroz : Isabelle
- 2018 : Le Mort de la plage de Claude-Michel Rome : Eloïse Gentil
- 2023 : Maman a disparu de François Basset : Louise

### Scénariste
- 2017 : Les Chamois de Philippe Lefebvre
- 2020 : Au-dessus des nuages de Jérôme Cornuau

## Émission de télévision
- 2007 : présentatrice de l'émission Il faut que tu respires sur TPS Star.

## Théâtre
- 1993 : Dialogue avec une jeune fille morte de Jacques Hiver, d'après Gilbert Cesbron, mise en scène de Jean Fondone, Théâtre Essaïon de Paris, avec Jacques Dacqmine et Hélène Roussel
- 1995 : Le Radeau de la Méduse de Roger Planchon, mise en scène de l'auteur, TNP Villeurbanne
- 1996 : Le Triomphe de l'amour de Marivaux, mise en scène Roger Planchon, TNP Villeurbanne
- 1997 : Le Radeau de la Méduse de Roger Planchon, mise en scène de l'auteur, théâtre national de la Colline
- 1997 : Dérapage d'après Arthur Miller, mise en scène Jérôme Savary, théâtre de Paris
- 1998 : Le Triomphe de l'amour de Marivaux, mise en scène Roger Planchon, TNP, Odéon-Théâtre de l'Europe
- 1998 : Rêver peut être de Jean-Claude Grumberg, mise en scène Jean-Michel Ribes, théâtre du Rond-Point
- 2000 : Huis clos de Jean-Paul Sartre, mise en scène Robert Hossein, théâtre Marigny
- 2003 : La Belle Mémoire de Martine Feldman, mise en scène Alain Sachs, théâtre Hébertot
- 2004 : S'agite et se pavane d'Ingmar Bergman, mise en scène Roger Planchon, théâtre Comédia
- 2015 : Un cadeau hors du temps de Luciano Nattino, mise en scène Gérard Gélas, théâtre du Chêne noir
- 2016 : Marilyn, intime de Claire Borotra, mise en scène Sally Micaleff, théâtre du Chêne noir, Festival Off d'Avignon
- 2018 : Hard, adaptation de Bruno Gaccio, mise en scène Nicolas Briançon, théâtre de la Renaissance